# Moji (album)
Moji è l'album di debutto della cantante svizzera Salome Clausen, pubblicato il 28 maggio 2005 su etichetta discografica Universal Music Schweiz.

## Tracce
1. Jetzt odr nie! – 3:34
2. Gumpu – 3:40
3. Eifach ga – 4:03
4. Luft – 3:25
5. Nid mine Tag – 3:37
6. Häb nid z Gfühl – 4:02
7. Adrenalin – 3:22
8. Desirée – 3:16
9. Boarde – 3:07
10. Fröinda – 3:49
11. Nid wie d'andru – 3:38
12. Rägu und Tropfe – 2:46

## Classifiche
| Classifica (2005) | Posizione massima |
| ----------------- | ----------------- |
| Svizzera          | 2                 |